# Malabo
Malabo Egyenlítői-Guinea fővárosa és egyben legnagyobb városa, Bioko Norte tartományban.

## Földrajz
Malabo a vulkáni kráter helyén kialakult félkör alakú öböl partján, Bioko sziget északi oldalán épült. 
Az ország két nagy, egymástól elkülönülő területből áll: a Bioko sziget 40 km-re az afrikai kontinens partjától, Kamerun előtt a Biafra-öbölben helyezkedik el, míg Rio Muni, melynek területe jóval nagyobb, a kontinensen, északról Kamerunnal, délről és keletről Gabonnal határos.

### Éghajlat
A 3011 m magas Pico de Santa Isabel vulkán lábánál fekvő Malabo fülledt, trópusi éghajlatát az egyenletes forróság és a bőséges csapadék jellemzi. Az évi átlaghőmérséklet 26 °C, az átlagos csapadékmennyiség 1800 mm évente.
| Hónap                         | Jan. | Feb. | Már. | Ápr. | Máj. | Jún. | Júl. | Aug. | Szep. | Okt. | Nov. | Dec. | Év   |
| ----------------------------- | ---- | ---- | ---- | ---- | ---- | ---- | ---- | ---- | ----- | ---- | ---- | ---- | ---- |
| Átlagos max. hőmérséklet (°C) | 31,0 | 32,0 | 31,0 | 32,0 | 31,0 | 29,0 | 29,0 | 29,0 | 30,0  | 30,0 | 30,0 | 31,0 | 30,4 |
| Átlaghőmérséklet (°C)         | 25,0 | 26,0 | 26,0 | 26,0 | 25,0 | 25,0 | 24,0 | 24,0 | 24,0  | 24,0 | 25,0 | 25,0 | 24,9 |
| Átlagos min. hőmérséklet (°C) | 19,0 | 21,0 | 21,0 | 21,0 | 22,0 | 21,0 | 21,0 | 21,0 | 21,0  | 21,0 | 22,0 | 21,0 | 21,0 |
| Átl. csapadékmennyiség (mm)   | 42   | 33   | 110  | 187  | 179  | 224  | 284  | 188  | 277   | 238  | 92   | 36   | 1890 |
| Havi napsütéses órák száma    | 148  | 152  | 108  | 120  | 117  | 69   | 46   | 58   | 48    | 68   | 99   | 139  | 1172 |
| Forrás: Climate & Temperature |      |      |      |      |      |      |      |      |       |      |      |      |      |

## Történelme

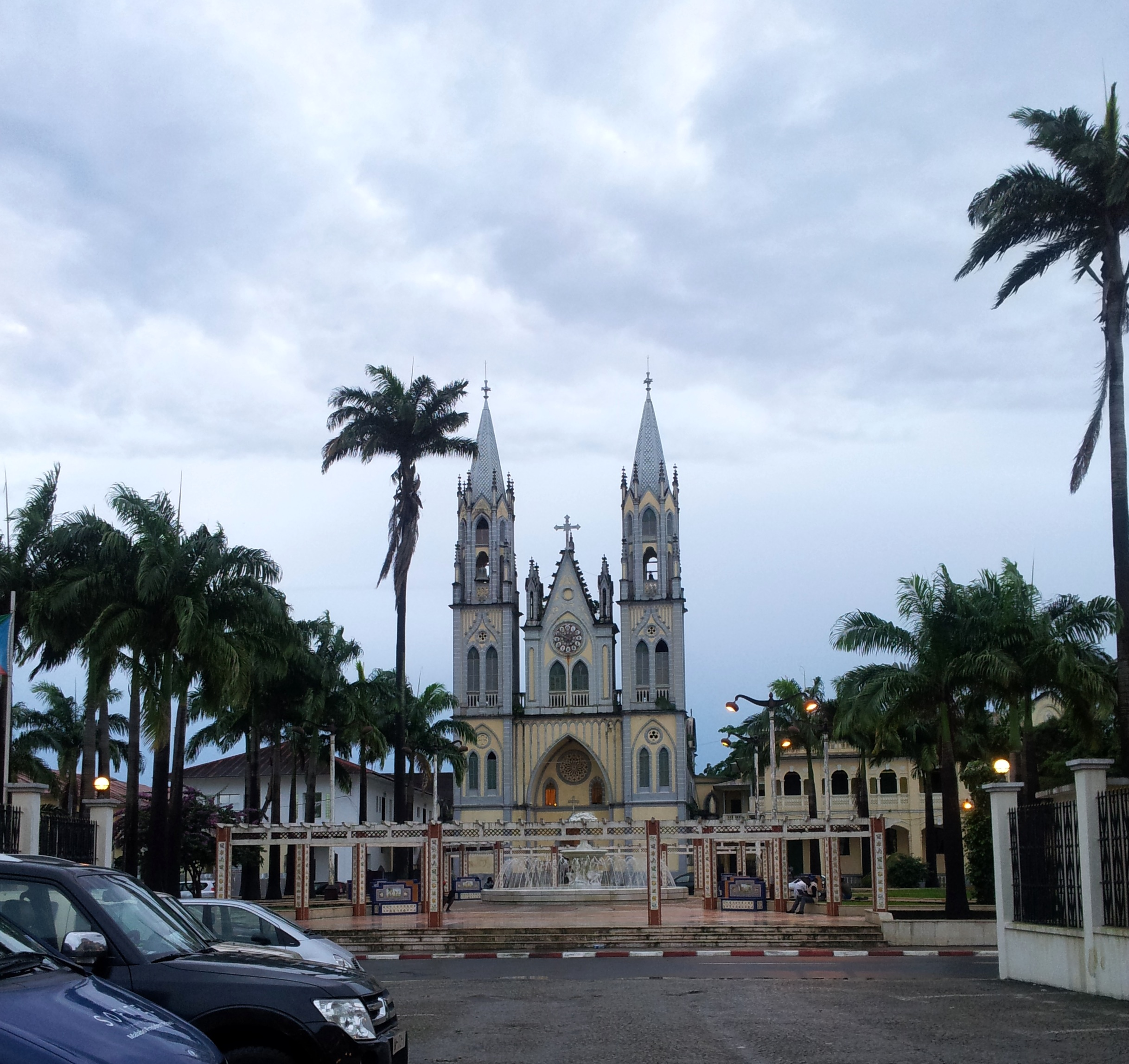
A Santa Isabel katedrális, a spanyol kulturális örökség jelképe

Malabót 1827-ben Port Clarence néven brit misszionáriusok alapították: 1844-ben került a spanyolok birtokába és ekkor kapta 1973-ig viselt Santa Isabel nevét is.
A 19. század végén a szigeten ültetvényes gazdálkodást honosítottak meg, ahol főként kakaó, kávé, banán, olajpálma termesztés folyt, nagyrészt nigériai vendégmunkások foglalkoztatásával. 1968-tól a független Egyenlítői Guinea fővárosa.
1969-ben lett az ország fővárosa Bata helyett, majd 1973-ban megkapta jelenlegi nevét, mivel Francisco Macías Nguema elnök a gyarmati korból maradt elnevezéseket afrikai eredetűekre változtatta.

## A város

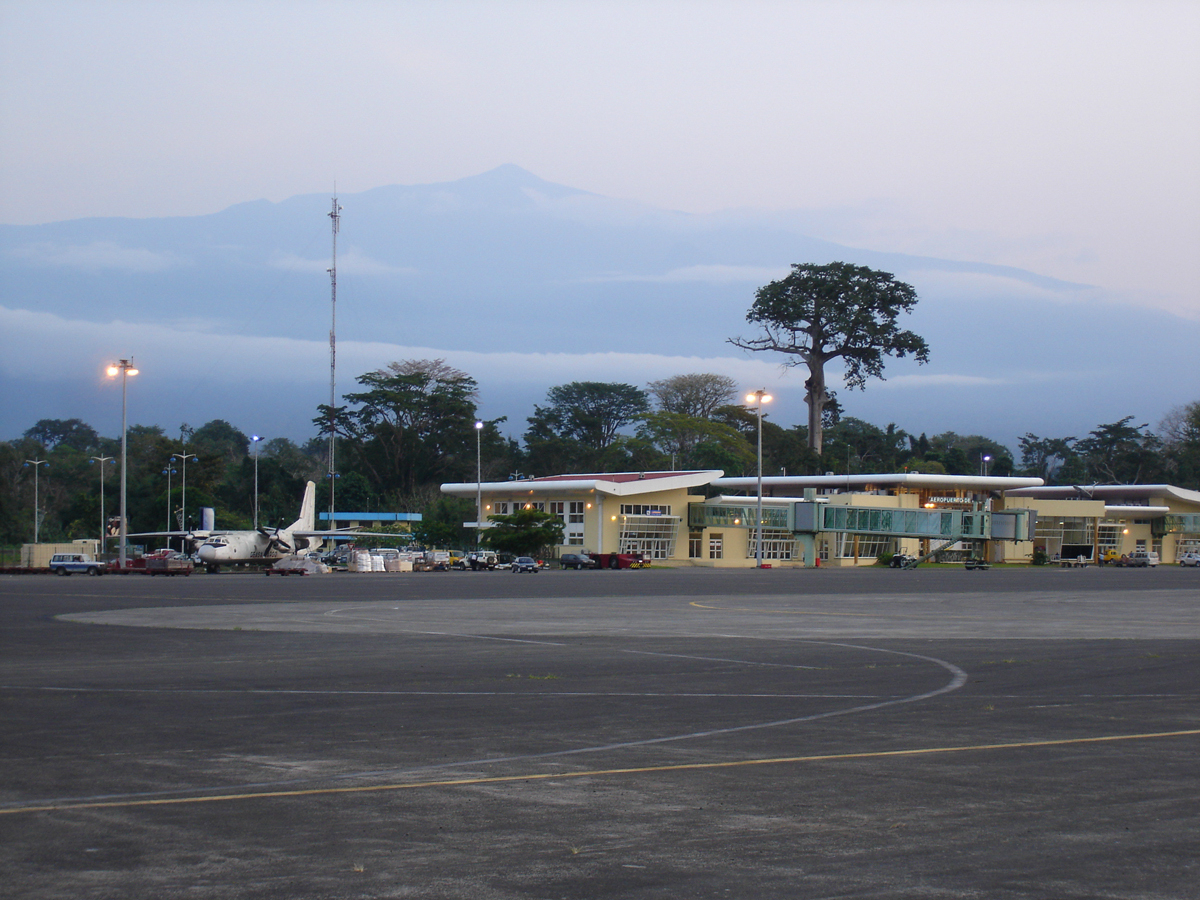
A malabói repülőtér

Malabo két részre osztható, a régebbi rész a kikötői terület körül alakult ki, az újabb rész ettől nyugatabbra, a repülőtér irányában. 
Malabót délről a Rio Consul határolja. Délkeleten egy kórház, nyugaton a repülőtér fekszik. A várostól északra számos öböl található.

### Látnivalók
Nagyrészt a gyarmati időkből maradt épületeket érdemes lehet megnézni.
- A városi katedrális (az Ave de la Indipendencia út mentén)
- Város csarnok
- Plaza de la España
- Mercado Central (=központi piac) (Calle de Patricio Lumumba)
- Mercado Semu (a központtól 10 perc séta)

## Gazdaság
Gyéren lakott agrárország, lakosainak 20%-a él Malaboban. Szerény ipara főként a környék mezőgazdasági termékeit dolgozza fel (olajütés, szappangyártás, kakaófeldolgozás, malmok és húsfeldolgozás).
A város gazdasága az olajkitermelésnek köszönhetően indult fejlődésnek. 2004-ben a kitermelés napi 360 000 hordó (57 millió liter) körül alakult.

## Közlekedés
A város légi úton jól megközelíthető, számos társaság közlekedtet ide járatokat. A repülőtér a várostól nagyjából 6 km-re nyugatra található, közvetlenül a tenger mellett.